# 洪儒
洪儒（：／，？—936年），原名弘述，义城洪氏氏祖。高丽王朝的开国功臣之一，受高丽太祖赐姓名。

## 生平
出生于义城府，原名弘述，后被王建赐名洪儒。后三国时期，洪儒在后高句丽国王弓裔属下任职，官至马军将军,他与裴玄庆、申崇谦、卜智谦同为骑将，一起密谋推戴王建即位，为“四骑将”之一。 
公元918年，洪儒与裴玄庆、申崇谦、卜智谦三人密谋，夜里到王建王府内，希望王建起兵反对弓裔。王建先是推辞道：“忠诚是我的信条，弓裔纵然暴戾，我也不敢有二心。”但洪儒劝说道：“全国受弓裔压迫的人都想推翻弓裔，您以仁伐不仁，有什么不忠的呢？”于是王建起兵，四人随王建走出军门，号召兵士起义，响应者甚众。弓裔闻讯逃跑，途中被百姓所杀。
王建称王后，洪儒曾多次参与平叛等战事。
王建曾担心青州造反，派洪儒与庾黔弼率兵千五百镇镇州，威慑了青州的图谋不轨者。后迁为大相，并安抚新开拓的礼山县。 
清泰三年（936年），洪儒随王建灭后百济，同年去世，谥号忠烈。于公元994年被追赠太师，配享太祖廟庭。